# Xing Aihua
Xing Aihua (chn. 邢爱华; ur. 4 lutego 1978 w Jilin) – chińska łyżwiarka szybka, złota medalistka zimowych igrzysk azjatyckich.

## Kariera
Największy sukces w karierze Xing Aihua osiągnęła w 2007 roku, kiedy zwyciężyła w biegu na 100 m podczas igrzysk azjatyckich w Changchun. Był to jedyny medal wywalczony przez nią na międzynarodowej imprezie tej rangi. Na mistrzostwach świata jej najlepszym wynikiem było dziewiąte miejsce w biegu na 500 m podczas dystansowych mistrzostw świata w Salt Lake City w 2007 roku. W 2002 roku wzięła udział w biegu na 500 m podczas igrzysk olimpijskich w Salt Lake City, zajmując 30. miejsce. Na tym samym dystansie była też trzynasta na igrzyskach w Turynie w 2006 roku i rozgrywanych cztery lata później igrzyskach w Vancouver. Ośmiokrotnie stawała na podium zawodów Pucharu Świata, odnosząc przy tym jedno zwycięstwo: 3 grudnia 2006 roku w Harbinie była najlepsza na 100 m. Najlepsze wyniki osiągnęła w sezonach 2004/2005 i 2008/2009, kiedy zajmowała trzecie miejsce w klasyfikacji końcowej 100 m. W pierwszym przypadku wyprzedziły ją tylko z Japonka Sayuri Ōsuga i Niemka Jenny Wolf, a w drugim lepsze okazały się Jenny Wolf i Thijsje Oenema z Holandii.